# Río Palguín
El río Palguín es un curso natural de agua de breve trayecto que fluye con dirección general norte hasta desembocar en la ribera sur del río Pucón.

## Caudal y régimen
En la cuenca del río Pucón, desde su nacimiento en las cabeceras en la divisoria de las aguas hasta su desembocadura en el lago Villarrica incluyendo el río Liucura, se observa un régimen pluvio–nival, con sus crecidas invernales, producto de las lluvias, y en menor medida en primavera, producto de una leve influencia nival. En años lluviosos las crecidas ocurren entre mayo y julio, producto de aportes pluviales. Sin embargo, los caudales provenientes de aportes nivales, observados entre octubre y diciembre, también presentan valores de importancia. En años normales y secos la influencia pluvial sigue siendo mayor que la nival, observándose los mayores caudales entre
junio y agosto. El período de bajos niveles de agua se presenta en el trimestre dado por los meses de enero a marzo.: 54 

## Historia
Luis Risopatrón lo describe en su Diccionario Jeográfico de Chile de 1924:: 620 
Palguin (Rio) 39° 23' 71° 47'. Es de corto curso, presenta crecidas en las tardes, que producen cierto enturbiamiento del agua i afluye del S a la marjen S del curso medio del rio Pucon o Minetúe; pasa por el costado de la aldea de aquel nombre. 120, p. 211; i 134; i Palhuin error litográfico en 156.